# Palazzo Numai
Palazzo Numai, noto anche come palazzo Numai Orselli Foschi e Palazzo Numai ora Foschi è un antico palazzo nobiliare del centro storico di Forlì.

## Storia
Le tracce più antiche dell'edificio risalgono al XIII secolo. Inizialmente proprietà della famiglia Numai, il complesso architettonico venne costruito e completato principalmente tra il XIV al XV secolo ed è stato largamente rimaneggiato in epoche successive.

## Descrizione

### La facciata
La facciata in cotto, la cui parte inferiore è a scarpa e tipicamente medioevale, risale agli inizi del XVI secolo. Su di essa, il portale rinascimentale è rilevato dal bugnato a punta di diamante.

### Il giardino e il cortile
Il Palazzo Numai, oltre ad un giardino all'italiana, presenta un cortile quattrocentesco porticato su tre lati con colonnine di pietra sormontate da capitelli di ordine corinzio, attribuiti a Giacomo Bianchi e a Cristoforo Bezzi. 6 dei 9 capitelli presentano lo stemma dei Numai. All'interno del portico, un recente restauro ha ritrovato le tracce del portico trecentesco.

### Interni

#### Piano terra
Al piano terra il palazzo ospita il Museo ornitologico Ferrante Foschi, la cui collezione ornitologica presenta circa 4000 esemplari provenienti da varie regioni d'Italia.
Nelle sale principali al piano terra, in stile rinascimentale e con soffitti a volta, si ritrovano gli emblemi di Alessandro Numai, fratello di Luffo e vescovo di Forlì tra il 1470 ed il 1483, e di Pino, dottore e podestà a Brescia nel 1506.
Durante il Novecento Francesco Olivucci dipinse a tempera, al piano terra, la stanza destinata a ospitare lo studio del nuovo proprietario dell'immobile.

#### Secondo piano
Nel 1707, dopo il passaggio agli Orselli, al primo piano fu ricavato un vasto salone recante nella volta la tela ovale di cui è raffigurata Giunone, dipinta da Federico Bencovich, allievo di Carlo Cignani.

### Il sotterraneo
Una galleria sotterranea collega il palazzo all'adiacente Torre Numai.